# Новомихайловка (Джанкойский район)
Новомихайловка (также Нижняя Михайловка, Михайловка; укр. Новомихайлівка, крымскотат. Novomihaylovka, Новомихайловка) — исчезнувшее село в Джанкойском районе Республики Крым, располагавшееся на севере района, в степном Крыму, на полуострове Тюп-Джанкой, на берегу залива Сиваш, примерно в 2,5 километрах к северо-востоку от села Тургенево, на высоте над уровнем моря 10 м

## История
Впервые в доступных источниках селение встречается в Списке населённых пунктов Крымской АССР по Всесоюзной переписи 17 декабря 1926 года, согласно которому в селе Ново-Михайловка (и хуторе Карач-Борач), Таганашского сельсовета Джанкойского района, числилось 9 дворов, все крестьянские, население составляло 58 человек, все русские. В дальнейшем, на известных картах, название варьируется: Нижняя Михайловка — на километровой карте Генштаба 1941 года, Михайловка, с 10 дворами, на подробной карте РККА северного Крыма 1941 года и на карте 1942 года.
В 1944 году, после освобождения Крыма от фашистов, 12 августа 1944 года было принято постановление № ГОКО-6372с «О переселении колхозников в районы Крыма» и в сентябре 1944 года в район приехали первые новоселы (27 семей) из Каменец-Подольской и Киевской областей, а в начале 1950-х годов последовала вторая волна переселенцев из различных областей Украины. С 25 июня 1946 года селение в составе Крымской области РСФСР, а 26 апреля 1954 года Крымская область была передана из состава РСФСР в состав УССР. Время включения в Медведевский сельсовет пока не установлено: на 15 июня 1960 года посёлок уже числился в его составе. Ликвидировано к 1968 году (согласно справочнику «Крымская область. Административно-территориальное деление на 1 января 1968 года» — в период с 1954 по 1968 годы, как посёлок Новомихайловка Медведевского сельсовета).